# ويليام سوليفان
ويليام سوليفان (بالإنجليزية: William Starling Sullivant)‏ (و. 1803 – 1873 م) هو عالم نبات، وعالم نباتات لاوعائية أمريكي، كان عضوًا في الأكاديمية الأمريكية للفنون والعلوم، والأكاديمية الألمانية للعلوم ليوبولدينا، توفي في كولومبوس، أوهايو، عن عمر يناهز 70 عاماً.

## التعليم
تعلم في جامعة ييل.

## روابط خارجية
- ويليام سوليفان على موقع الموسوعة البريطانية (الإنجليزية)